# Haumont-lès-Lachaussée
Pour les articles homonymes, voir Haumont.
Haumont-lès-Lachaussée est une commune associée du département de la Meuse, en région Grand Est.

## Histoire
Le 1er janvier 1973, la commune d'Haumont-lès-Lachaussée est rattachée à celle de Lachaussée sous le régime de la fusion-association.

## Politique et administration
| Période                                  | Période | Identité         | Étiquette | Qualité |
| ---------------------------------------- | ------- | ---------------- | --------- | ------- |
|                                          |         | Virginie Poirier |           |         |
| Les données manquantes sont à compléter. |         |                  |           |         |

## Démographie
| 1906 | 1911 | 1926 | 1936 | 1946 | 1954 | 1962 | 1968 |
| ---- | ---- | ---- | ---- | ---- | ---- | ---- | ---- |
| 151  | 106  | 83   | 71   | 60   | 67   | 54   | 54   |

## Personnalités liées
- François Macquard (1738-1801), général de division de la Révolution française.